# Гасло
Га́сло (від пол. hasło, досл. умовне слово, пароль), сло́ган (від англ. slogan) чи ло́зунг (від нім. Losung) — висловлена у стислій формі ідея, політична вимога, завдання; заклик; умовний знак для дії.
Політичні партії у своїй діяльності широко послуговуються гаслами, щоб донести до виборців свою позицію, схилити їх на свій бік. Страйкарі використовують гасла, щоб стисло висловити головні вимоги.
Гасла в письмовій формі набувають вигляду плакатів.
Головне чітко розуміти різницю між девізом, та гаслом. Гасло — це фраза для захоплення уваги, яка використовується для просування або реклами. Девіз же виражає віру або ідеал особи, групи або організації.
"Science – conscience – independence" – гасло аудиторів та бухгалтерів (наука - совість - незалежність).